# Lode Hofmans
Lode Hofmans (Oelegem, 7 december 1950) is een Belgisch politicus voor de PVV / VLD / Open Vld. 

## Levensloop
Beroepshalve is hij zaakvoerder van een vastgoedfirma en verzekeringskantoor.
Hij werd een eerste maal verkozen als gemeenteraadslid op de PVV-kieslijst te Ranst bij de lokale verkiezingen van 1988.  In 1991 deed hij zijn intrede in de Antwerpse provincieraad, een mandaat dat hij uitoefende tot 2012. In 2000 werd hij schepen van ruimtelijke ordening. Na de gemeenteraadsverkiezingen van 2000 werd hij aangesteld als burgemeester. 
Na de lokale verkiezingen van 2006, waarin hij 1520 voorkeurstemmen kreeg, sloot hij een coalitie van CD&V en VLD. Na de gemeenteraadsverkiezingen van 2012 ging hij opnieuw met de CD&V in zee. Hij behaalde die verkiezingen 1758 voorkeurstemmen.
Tijdens de gemeenteraadsverkiezingen van 2018 kreeg hij 1131 voorkeurstemmen. 
In de periode 2004 tot 2013 cumuleerde hij 9 à 11 mandaten, die allen bezoldigd waren. In 2014 cumuleerde hij 6 mandaten, allemaal bezoldigd.
Het personage Leo Huismans uit de politiethriller Chantage in het schepencollege (2015) van auteur Ludo Geluykens was gebaseerd op de burgemeester.
Na zijn ontslag zal hij vanaf 2019 zetelen in de gemeenteraad als gemeenteraadslid. De partij Open VLD kreeg 3 zetels minder en kwam in de oppositie terecht samen met Vlaams Belang en CD&V/Wij Ranst.
In augustus 2019 stelde Audit Vlaanderen vast dat de ex-burgemeester en twee schepenen betrokken zouden zijn bij belangenvermenging in verschillende projecten in de gemeente Ranst. Dit was het gevolg van meerdere meldingen over mogelijke onregelmatigheden. Hij trok zich toen terug bij de partij Open VLD en zetelt sindsdien als onafhankelijk raadslid in de gemeenteraad.
In januari 2022 werd er gecommuniceerd dat Lode Hofmans en de andere betrokkenen volledig buiten vervolging gesteld werden. Een forensische audit en doorgedreven onderzoek brachten geen strafrechtelijke overtredingen aan het licht.
Afgelopen zondag deed PIT, de lijst van Lode Hofmans, het beter dan de N-VA. Bart Goris, de lijsttrekker van PIT sloot een coalitie met Vrij Ranst en het Vlaams Belang, waarmee is het cordon sanitaire voor het eerst doorbroken werd.